# Nubnofer
Nubnofer a születési neve egy ókori egyiptomi uralkodónak a II. dinasztia korából. Trónnév és Hór-név nem kapcsolható hozzá, ezért a dinasztiában elfoglalt helye, vagy az ismert uralkodónevű királyokkal való azonosítása teljesen ismeretlen. Uralkodása is csak feltevés, mivel a nevet a feliraton megelőzi a niszut biti jelző. Ennek jelentése „Nád és Méh ura”, átvitt értelemben Alsó- és Felső-Egyiptom királya, és a későbbi korokban az ötelemű titulatúra egyik címe volt. Ekkor azonban az ehhez a címhez tartozó nevek felvett nevek voltak és mindig kártusba írták. A II. dinasztia idején még a szerehbe írt Hór-nevet használták uralkodónévként.

## A név
Manethón listáján a II. dinasztiában szerepel egy Νεφερχερης (Neferkherész) név 26 év uralkodási idővel. A nofer névelem alapján Nubnoferrel is lehet azonosítani.
Az „arany szépsége” jelentésű név a Dzsószer-piramis déli galériájában két fekete kőedényre írva jelenik meg Szakkarában. A felirat említi a Mentianh nevű épületet, amelyet Ninetjer uralkodása alatt alapítottak. Ezért Kaplony Péter, Jochem Kahl és Francesco Tiridatti szerint Nubnofert Ninetjerhez közel kell elhelyezni a kronológiáhan. Battiscombe Gunn és I. E. S. Edwards szerint egy másik homályos személy, Nebré születési neve lehet – akit egyre inkább Uneggel azonosítanak –, illetve Edwards lehetségesnek tartja, hogy maga Ninetjer az, akinek Nubnofer volt a születési neve. Wolfgang Helck és Toby Wilkinson Ninetjer közvetlen utódjának tartják, míg Kaplony Péter Nubnofert egy olyan királyként azonosította, aki Uadzsnesz és Szenedzs idején Alsó-Egyiptomban uralkodott.
A Nubnofer név nem jelenik meg egyetlen más ismert kortárs dokumentumban sem. Amennyiben Nebrével azonos, úgy a dinasztia alapító királyáról van szó, azonban Nebré neve nem ismert máshonnan a Dzsószer-komplexumból és a Mentianh előfordulását sem magyarázza. Ha Ninetjerről van szó, akkor a II. dinasztia második uralkodója, Nebré utódja, talán fia. Lehetett Ninetjer fia vagy utódja is, aki esetleg csak egy országrészt kapott, vagy ugyanekkor trónbitorló Alsó-Egyiptomban. Még az is lehetséges, hogy a niszut-biti jelző nem ehhez a névhez kapcsolódik, így akár egy hivatalnok neve is lehet.

## Fordítás
Ez a szócikk részben vagy egészben  a   Nubnefer című angol Wikipédia-szócikk ezen változatának fordításán alapul.  Az eredeti cikk szerkesztőit annak laptörténete sorolja fel. Ez a jelzés csupán a megfogalmazás eredetét és a szerzői jogokat jelzi, nem szolgál a cikkben szereplő információk forrásmegjelöléseként.
Ez a szócikk részben vagy egészben  a   Nubnefer című német Wikipédia-szócikk ezen változatának fordításán alapul.  Az eredeti cikk szerkesztőit annak laptörténete sorolja fel. Ez a jelzés csupán a megfogalmazás eredetét és a szerzői jogokat jelzi, nem szolgál a cikkben szereplő információk forrásmegjelöléseként.
| Előző uralkodó: Ninetjer? Szenedzs? | Egyiptom uralkodója i. e. 28. század II. dinasztia | Következő uralkodó: Peribszen? Haszehem? |